# Sputnik 1
Sputnik 1 (tiếng Nga: Спутник 1, "vệ tinh 1". hay "PS-1", Простейший Спутник-1 hay Prosteyshiy Sputnik-1) là vệ tinh nhân tạo đầu tiên trên thế giới do Liên bang Xô Viết chế tạo và được phóng lên bởi tên lửa R-7 vào ngày 4 tháng 10 năm 1957, được xem là ngày mở đầu kỷ nguyên chinh phục vũ trụ của loài người.
Sputnik 1 quay quanh Trái Đất trong ba tuần trước khi pin của nó hết, sau đó im lặng thêm hai tháng nữa trước khi rơi trở lại bầu khí quyển. Vệ tinh có hình cầu kim loại đánh bóng có đường kính 58 cm, với bốn ăng-ten vô tuyến bên ngoài để phát xung vô tuyến. Tín hiệu vô tuyến của nó có thể dễ dàng phát hiện ngay cả bởi những radio nghiệp dư và độ nghiêng 65 ° cùng  với thời gian quỹ đạo của nó làm cho đường bay của nó bao phủ gần như toàn bộ Trái Đất có người ở. Sự thành công không tưởng tượng được của Sputnik 1 đã kết thúc cuộc Khủng hoảng Sputnik của Mỹ và kích hoạt cuộc đua không gian, một phần của Chiến tranh Lạnh. Sự ra mắt này là sự khởi đầu của một kỷ nguyên mới của sự phát triển chính trị, quân sự, công nghệ và khoa học. Vệ tinh do Sergey Korolyov cùng Keldysh M. V., Tikhonravov M. K., v.v. chế tạo.
Ra đời vào đỉnh điểm của thời kì Chiến tranh Lạnh, việc phóng Sputnik 1 đã khiến Phương Tây bất ngờ, và buộc Hoa Kỳ phải bắt đầu thời kì chạy đua vào không gian, đồng thời tiến hành một phong trào cải cách "giáo dục khoa học".

## Tên gọi
Спутник-1 (tiếng La tinh: Sputnik-Odin, phát âm là [ˈsputʲnʲɪk.ɐˈdʲin]), có nghĩa là Vệ tinh thứ nhất. Tiếng Nga có nghĩa là vệ tinh sputnik, được tạo ra vào thế kỷ 18 bằng cách kết hợp tiền tố s- ("cùng nhau") và putnik ("khách du lịch"), do đó, tên gọi của vệ tinh có thể hiểu là "bạn đồng hành", tương ứng với định nghĩa vệ tinh gốc Latinh ("lính canh, người phục vụ hoặc đồng hành"), nguồn gốc của từ "vệ tinh" trong tiếng Anh.

## Hoàn cảnh ra đời

### Dự án chế tạo vệ tinh
Ngày 17 tháng 12 năm 1954, trưởng nhóm khoa học tên lửa Liên Xô Sergei Korolev đã đề xuất kế hoạch phát triển vệ tinh nhân tạo cho Bộ trưởng Bộ Công nghiệp Quốc phòng Dimitri Ustinov. Korolev đã chuyển tiếp một báo cáo của Mikhail Tikhonravov, với tổng quan về các dự án tương tự ở nước ngoài. Tikhonravov đã nhấn mạnh rằng việc phóng vệ tinh lên quỹ đạo là một giai đoạn tất yếu trong sự phát triển của công nghệ tên lửa.
Vào ngày 29 tháng 7 năm 1955, Tổng thống Hoa Kỳ Dwight D. Eisenhower thông qua thư ký báo chí của mình đã thông báo với công chúng: trong Năm Địa Vật lý Quốc tế (IGY), Hoa Kỳ sẽ phóng một vệ tinh nhân tạo. Bốn ngày sau, Leonid Sedov, một nhà vật lý hàng đầu của Liên Xô, thông báo rằng họ cũng sẽ phóng một vệ tinh nhân tạo lên quỹ đạo Trái đất. Vào ngày 8 tháng 8, Bộ Chính trị Đảng Cộng sản Liên Xô đã phê duyệt đề xuất chế tạo một vệ tinh nhân tạo. Vào ngày 30 tháng 8, Vasily Ryabikov - người đứng đầu Ủy ban Nhà nước về thử nghiệm phóng tên lửa R-7 - đã tổ chức một cuộc họp, nơi Korolev trình bày dữ liệu tính toán cho [quỹ đạo bay lên Mặt trăng. Họ quyết định phát triển một phiên bản tên lửa R-7 ba giai đoạn với mục đích phục vụ cho việc phóng vệ tinh nhân tạo.

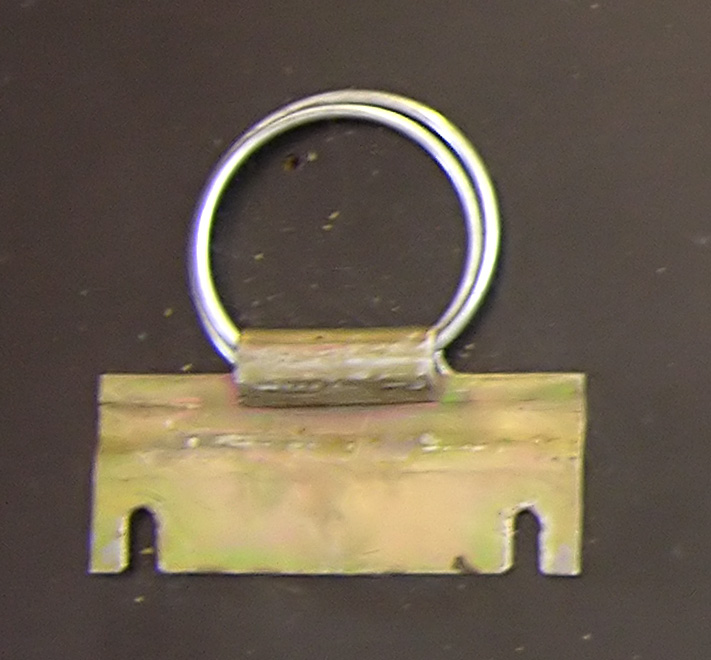
Chiếc chìa khóa bằng kim loại này là mảnh ghép cuối cùng còn sót lại của vệ tinh Sputnik 1. Nó ngăn cản sự tiếp xúc giữa pin và máy phát trước khi khởi động. Được trưng bày tại Bảo tàng Hàng không và Vũ trụ Quốc gia Smithsonian.

Vào ngày 30 tháng 1 năm 1956, Hội đồng Bộ trưởng đã phê duyệt dự án chế tạo một vệ tinh nhân tạo quay quanh quỹ đạo Trái đất. Vệ tinh này, đặt tên là Vật thể D, được lên kế hoạch hoàn thành vào năm 1957–1958; nó sẽ có khối lượng từ 1.000 đến 1.400 kg (2.200 đến 3.100 lb) và có thể man theo 200 đến 300 kg (440 đến 660 lb) các thiết bị khoa học. Lần phóng thử đầu tiên của "Vật thể D" được lên kế hoạch vào năm 1957. Công việc nghiên cứu, chế tạo vệ tinh đã được phân chia cho các tổ chức sau:
- Viện Hàn lâm Khoa học Liên Xô chịu trách nhiệm lãnh đạo khoa học chung và cung cấp các công cụ nghiên cứu.
- Bộ Công nghiệp Quốc phòng và phòng thiết kế chính của nó, OKB-1, được giao nhiệm vụ chế tạo vệ tinh.
- Bộ Công nghiệp kỹ thuật vô tuyến điện sẽ phát triển hệ thống điều khiển, thiết bị vô tuyến điện / kỹ thuật và hệ thống đo đạc từ xa.
- Bộ Công nghiệp Đóng tàu sẽ phát triển các thiết bị con quay hồi chuyển.
- Bộ Chế tạo máy sẽ phát triển các phương tiện phóng mặt đất, tiếp nhiên liệu và vận chuyển.
- Bộ Quốc phòng chịu trách nhiệm tiến hành các vụ phóng.

Công việc thiết kế sơ bộ được hoàn thành vào tháng 7 năm 1956. Các nhiệm vụ khoa học sẽ được thực hiện bởi vệ tinh đã được lên kế hoạch, bao gồm nhiệm vụ đo mật độ của khí quyển, thành phần ion của nó, đo đạc gió mặt trời, từ trường và tia vũ trụ. Dữ liệu này sẽ rất có giá trị trong việc chế tạo ra các vệ tinh nhân tạo trong tương lai; một hệ thống các trạm mặt đất đã được phát triển để thu thập dữ liệu do vệ tinh gửi về, quan sát quỹ đạo của vệ tinh và truyền các lệnh tới vệ tinh. Do khung thời gian có hạn, các cuộc quan sát chỉ được lên kế hoạch từ 7 đến 10 ngày và các phép tính về quỹ đạo không được mong đợi sẽ hoàn toàn chính xác.
Vào cuối năm 1956, vì sự phức tạp của thiết kế đầy tham vọng, "Vật thể D" đã không thể được phóng đúng kế hoạch vì những khó khăn trong việc tạo ra các thiết bị khoa học đáp ứng và động cơ của R-7 vẫn đã hoàn thiện. Do đó, chính phủ Liên Xô đã lùi lịch ra mắt lại vào tháng 4 năm 1958. Vật thể D sau này được gọi là Sputnik 3.
Lo sợ Mỹ sẽ phóng vệ tinh trước Liên Xô, OKB-1 đề xuất việc tạo và phóng một vệ tinh mới vào tháng 4 đến tháng 5 năm 1957, trước khi IGY bắt đầu vào tháng 7 năm 1957. Vệ tinh mới sẽ đơn giản hơn, nhẹ khoảng 100 kg và dễ dàng chế tạo, loại bỏ các thiết bị khoa học nặng, phức tạp, thay vào đó là một máy phát vô tuyến đơn giản. Vào ngày 15 tháng 2 năm 1957, Hội đồng Bộ trưởng Liên Xô đã phê duyệt vệ tinh đơn giản này, được đặt tên là 'Object PS'. Phiên bản này cho phép các đài quan sát trên Trái đất theo dõi vệ tinh trực quan hơn bằng cách truyền tín hiệu tới các trạm thu trên mặt đất. Việc phóng hai vệ tinh, PS-1 và PS-2, với hai tên lửa R-7 (8K71), đã được chấp thuận, với điều kiện là R-7 phải hoàn thành ít nhất hai chuyến bay thử nghiệm thành công.

### Chuẩn bị phương tiện phóng và lựa chọn địa điểm phóng

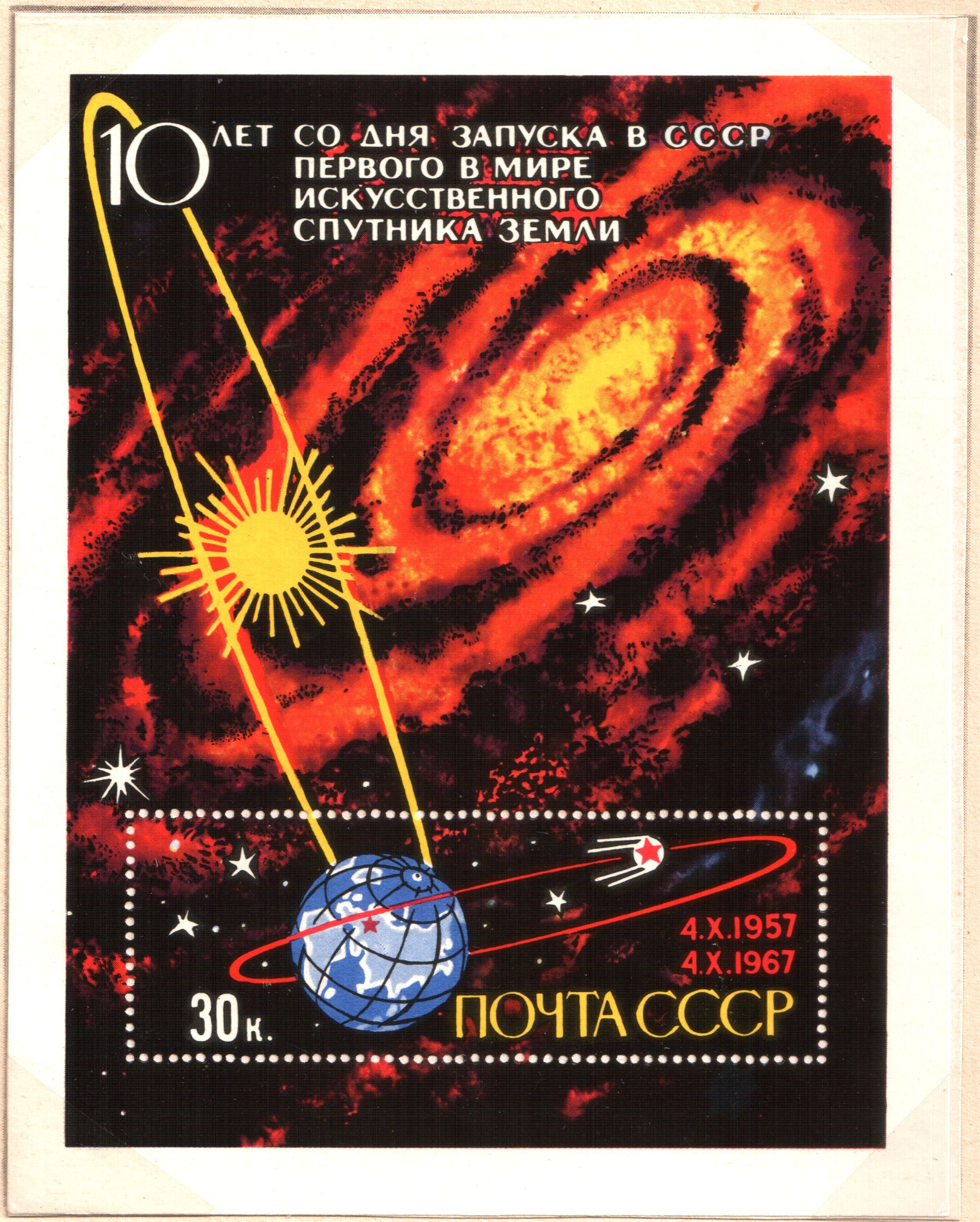
Con tem của Liên Xô mô tả Sputnik 1 bay quanh Trái đất, Trái đất quay quanh Mặt trời và Mặt trời quay quanh trung tâm của thiên hà Milky Way.

Tên lửa R-7 ban đầu được thiết kế như một tên lửa đạn đạo xuyên lục địa (ICBM) bởi OKB-1. Quyết định chế tạo được Ủy ban Trung ương Đảng Cộng sản Liên Xô và Hội đồng Bộ trưởng Liên Xô phê duyệt vào ngày 20 tháng 5 năm 1954. Là tên lửa mạnh nhất thế giới vào thời điểm ra mắt; nó được thiết kế với lực đẩy lớn hơn mức cần thiết vì họ không chắc trọng tải bom khinh khí như thế nào. R-7 còn được biết đến với tên gọi GRAU (sau này là GURVO, tên viết tắt tiếng Nga của "Tổng cục trưởng các lực lượng tên lửa") với tên gọi 8K71. Vào thời điểm đó, R-7 được NATO gọi là T-3, M-104, hoặc Type A. Một ủy ban trinh sát đặc biệt đã chọn Tyuratam làm địa điểm xây dựng bãi thử tên lửa, dải Tyuratam thứ 5, thường được gọi là "NIIP-5", hoặc "GIK-5" vào thời hậu Xô Viết. Địa điểm đã được phê duyệt vào ngày 12 tháng 2 năm 1955 bởi Hội đồng Bộ trưởng Liên Xô, nhưng chưa hoàn thành cho đến năm 1958. Công việc xây dựng bắt đầu vào ngày 20/7 do các đơn vị xây dựng quân đội thực hiện. Vào ngày 14 tháng 6 năm 1956, Korolev quyết định điều chỉnh tên lửa R-7 thành 'Vật thể D' (Sputnik 3), sau này sẽ được thay thế bằng 'Vật thể PS' nhẹ hơn nhiều (Sputnik 1).
Vụ phóng đầu tiên của tên lửa R-7 (8K71 No.5L) xảy ra vào ngày 15 tháng 5 năm 1957. Một đám cháy bắt đầu ở dây đeo Blok D ngay khi cất cánh, nhưng tên lửa đẩy tiếp tục bay cho đến 98 giây sau khi phóng, dây đeo bị vỡ và tên lửa rơi cách bệ phóng khoảng 400 km (250 dặm). Ba lần thử phóng tên lửa thứ hai (8K71 số 6) đã được thực hiện vào ngày 10-11 tháng 6, nhưng một lỗi lắp ráp đã ngăn cản việc phóng. Vụ phóng tên lửa R-7 thứ ba (8K71 No.7) diễn ra vào ngày 12 tháng 7 không thành công. Một sự cố chập điện khiến các động cơ vernier đưa tên lửa vào trạng thái mất kiểm soát được, dẫn đến tất cả các dây đeo tách ra 33 giây sau khi phóng. R-7 bị rơi cách bệ phóng khoảng 7 km (4,3 mi).

Các biến thể của tên lửa R-7.

Vụ phóng tên lửa thứ tư (8K71 số 8), vào ngày 21 tháng 8 lúc 15:25 Giờ Moscow, đã thành công. Phần lõi của tên lửa đẩy đầu đạn giả lên độ cao, quay trở lại bầu khí quyển và vỡ tan ở độ cao 10 km (6,2 mi) sau khi bay được 6.000 km (3.700 mi). Vào ngày 27 tháng 8, TASS đã đưa ra một tuyên bố về việc phóng thành công tên lửa đạn đạo đa tầng tầm xa. Vụ phóng tên lửa R-7 thứ năm (8K71 số 9), vào ngày 7 tháng 9, cũng thành công, nhưng vật thể thử nghiệm bị phá hủy khi tái nhập khí quyển, và do đó cần thiết kế lại để hoàn thiện mục đích quân sự của nó. Tuy nhiên, tên lửa được cho là phù hợp để phóng vệ tinh, và Korolev đã thuyết phục Ủy ban Nhà nước cho phép sử dụng R-7 tiếp theo để phóng PS-1, cho phép trì hoãn việc khai thác quân sự của tên lửa.
Vào ngày 22 tháng 9, một tên lửa R-7 đã được sửa đổi, đặt tên là Sputnik, được định danh là 8K71PS, đã đến bãi thử và bắt đầu chuẩn bị cho việc phóng PS-1. So với các phương tiện thử nghiệm R-7 quân sự, khối lượng của 8K71PS đã giảm từ 280 tấn xuống 272 tấn, chiều dài của nó với PS-1 là 29,167 mét (95 ft 8,3 in) và lực đẩy khi cất cánh là 3,90 MN (880.000 lbf).

### Đài quan sát vệ tinh
PS-1 không được thiết kế để điều khiển; nó chỉ có thể được quan sát từ các đài quan sát dưới mặt đất. Dữ liệu ban đầu tại bãi phóng sẽ được thu thập tại sáu đài quan sát riêng biệt và được gửi điện tín tới NII-4. Nằm ở Moscow (tại Bolshevo), NII-4 là một cơ sở nghiên cứu khoa học của Bộ Quốc phòng được dành riêng cho việc phát triển tên lửa. Sáu đài quan sát được tập trung xung quanh bãi phóng, với đài gần nhất nằm cách bệ phóng 1 km (0,62 mi).
Một tổ hợp quan sát thứ hai trên toàn quốc được thành lập để theo dõi vệ tinh sau khi tách khỏi tên lửa. Được gọi là Tổ hợp Chỉ huy - Đo lường, bao gồm trung tâm điều phối ở NII-4 và bảy trạm ở xa nằm dọc theo đường theo dõi mặt đất của vệ tinh. Các trạm theo dõi này được đặt tại Tyuratam, Sary-Shagan, Yeniseysk, Klyuchi, Yelizovo, Makat ở Guryev Oblast, và Ishkup ở Krasnoyarsk Krai. Các trạm được trang bị radar, thiết bị quang học và hệ thống thông tin liên lạc. Dữ liệu từ các trạm được truyền bằng điện báo tới NII-4 nơi các chuyên gia đạn đạo tính toán các thông số quỹ đạo.
Các đài quan sát sử dụng một hệ thống đo quỹ đạo gọi là "Tral", được phát triển bởi OKB MEI (Viện Năng lượng Mátxcơva), tiếp nhận và giám sát dữ liệu từ các bộ phát gắn trên tầng lõi của tên lửa R-7. Dữ liệu vẫn hữu ích ngay cả sau khi vệ tinh tách khỏi giai đoạn thứ hai của tên lửa; Vị trí của Sputnik được tính toán từ dữ liệu gửi về vị trí của giai đoạn hai theo sau Sputnik ở một khoảng cách đã biết. Việc theo dõi tên lửa đẩy trong quá trình phóng phải được thực hiện thông qua các phương tiện thụ động thuần túy như vùng phủ sóng trực quan và dò tìm bằng radar. Các vụ phóng thử nghiệm R-7 đã chứng minh rằng các camera theo dõi chỉ hoạt động tốt ở độ cao 200 km (120 mi), nhưng radar có thể theo dõi nó ở phạm vi gần 500 km (310 mi).
Bên ngoài Liên Xô, vệ tinh đã được theo dõi bởi các nhà khai thác vô tuyến nghiệp dư ở nhiều quốc gia. Tên lửa đẩy được người Anh định vị và theo dõi bằng Kính viễn vọng Lovell tại Đài quan sát Ngân hàng Jodrell, kính viễn vọng duy nhất trên thế giới có thể làm như vậy bằng radar. Đài thiên văn Newbrook của Canada là cơ sở đầu tiên ở Bắc Mỹ chụp ảnh Sputnik 1.

## Thiết kế

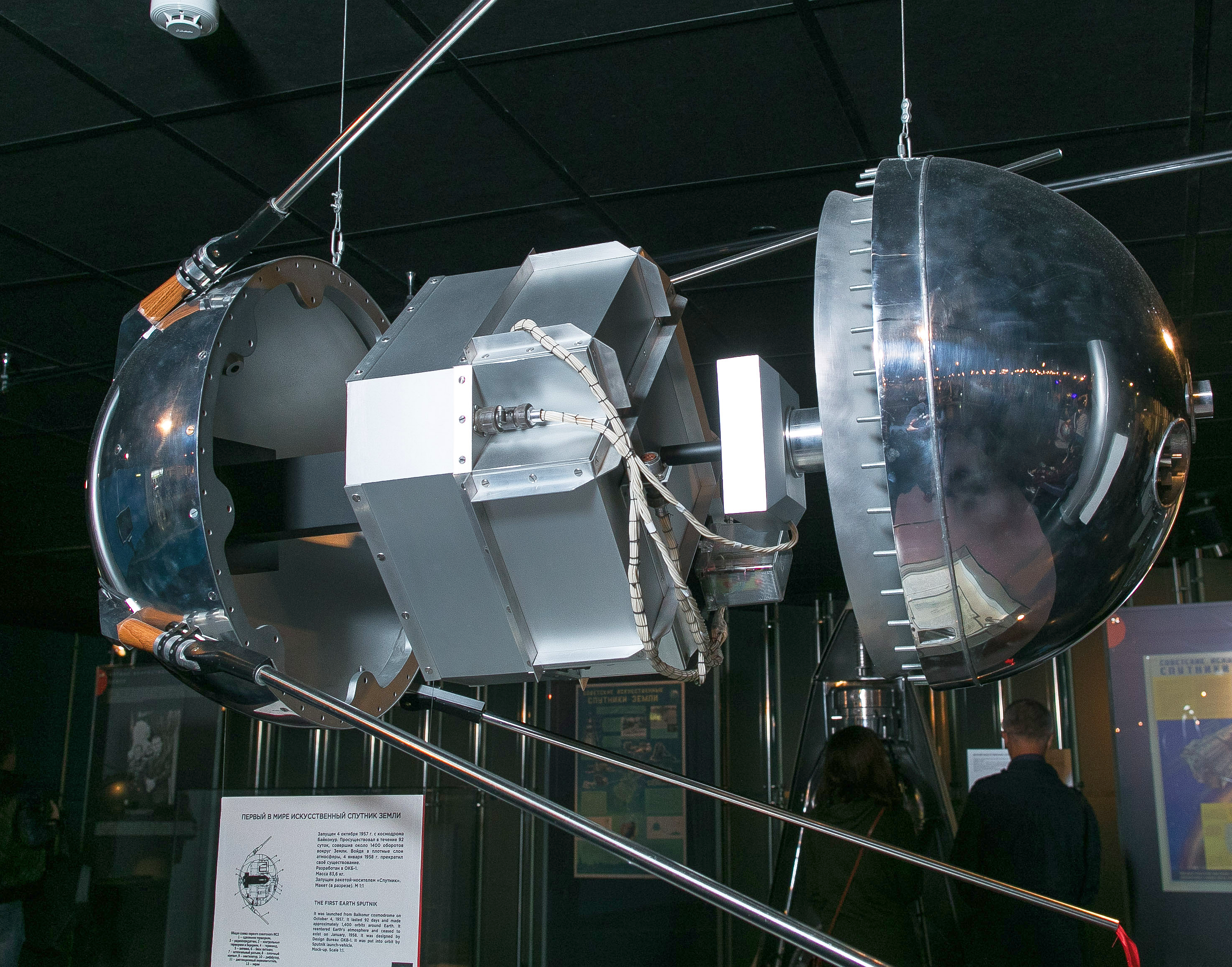
Bên trong vệ tinh Sputnik 1.

Kỹ sư thiết kế chính của Sputnik 1 tại OKB-1 là Mikhail S. Khomyakov. Vệ tinh là một hình cầu đường kính 585 mm (23,0 in), được ghép từ hai bán cầu được bịt kín bằng các vòng chữ O và được kết nối bằng 36 bu lông. Nó có khối lượng 83,6 kg (184 lb). Các bán cầu dày 2 mm, và được bao phủ bởi một tấm chắn nhiệt dày 1 mm được đánh bóng  làm bằng hợp kim nhôm – magiê – titan, AMG6T. Vệ tinh mang hai cặp ăng-ten được thiết kế bởi Phòng thí nghiệm Ăng-ten OKB-1, do Mikhail V. Krayushkin đứng đầu. EMỗi ăng-ten được tạo thành từ hai phần, dài 2,4 và 2,9 mét (7,9 và 9,5 ft), có dạng bức xạ gần như hình cầu.
Nguồn điện nặng 51 kg (112 lb), có hình dạng của một đai ốc hình bát giác với bộ phát sóng vô tuyến đặt ở giữa. Nó bao gồm ba viên pin bạc-kẽm, được phát triển tại Viện Nghiên cứu Nguồn điện Liên minh (VNIIT) dưới sự lãnh đạo của Nikolai S. Lidorenko. Hai trong số các pin này cấp nguồn cho máy phát vô tuyến và một cấp nguồn cho hệ thống điều chỉnh nhiệt độ. Pin có tuổi thọ dự kiến là hai tuần và hoạt động trong 22 ngày. Nguồn điện được bật tự động tại thời điểm vệ tinh tách khỏi giai đoạn thứ hai của tên lửa.
Vệ tinh trang bị một thiết bị phát sóng vô tuyến 1 watt, nặng 3,5 kg (7,7 lb) bên trong, được phát triển bởi Vyacheslav I. Lappo từ NII-885, Viện Nghiên cứu Điện tử Moscow, hoạt động trên hai tần số , 20,005 MHz và 40,002 MHz. Các tín hiệu trên tần số đầu tiên được truyền theo xung 0,3 s (gần f = 3 Hz) (trong điều kiện nhiệt độ và áp suất bình thường trên tàu), với các khoảng trống được lấp đầy bởi các xung ở tần số thứ hai. Phân tích các tín hiệu vô tuyến được sử dụng để thu thập thông tin về mật độ electron của tầng điện ly. Nhiệt độ và áp suất được mã hóa trong khoảng thời gian của tiếng bíp vô tuyến. Hệ thống điều chỉnh nhiệt độ bao gồm một quạt, một công tắc nhiệt kép và một công tắc nhiệt điều khiển. Nếu nhiệt độ bên trong vệ tinh vượt quá 36 °C (97 °F), quạt được bật; khi nhiệt độ xuống dưới 20 °C (68 °F), quạt sẽ bị tắt bởi công tắc nhiệt kép. Nếu nhiệt độ vượt quá 50 °C (122 °F) hoặc giảm xuống dưới 0 °C (32 °F), một công tắc nhiệt điều khiển khác được kích hoạt, thay đổi thời lượng của các xung tín hiệu vô tuyến. Sputnik 1 chứa đầy nitơ khô, có áp suất đến 1,3 atm (130 kPa). Vệ tinh có một công tắc khí áp, được kích hoạt nếu áp suất bên trong vệ tinh giảm xuống dưới 130 kPa, điều này có nghĩa là khi bình áp suất bị hỏng hoặc bị thiên thạch đâm thủng, thời gian phát xung tín hiệu vô tuyến sẽ bị thay đổi.
Khi được gắn vào tên lửa, Sputnik 1 được bảo vệ bởi một bộ giảm tải hình nón, với chiều cao 80 cm (31,5 in). Hệ thống đầu tiên tách khỏi Sputnik và giai đoạn hai R-7 cùng lúc khi vệ tinh được phóng ra. Các cuộc thử nghiệm vệ tinh được tiến hành tại OKB-1 dưới sự lãnh đạo của Oleg G. Ivanovsky.

## Phóng và thực hiện sứ mệnh

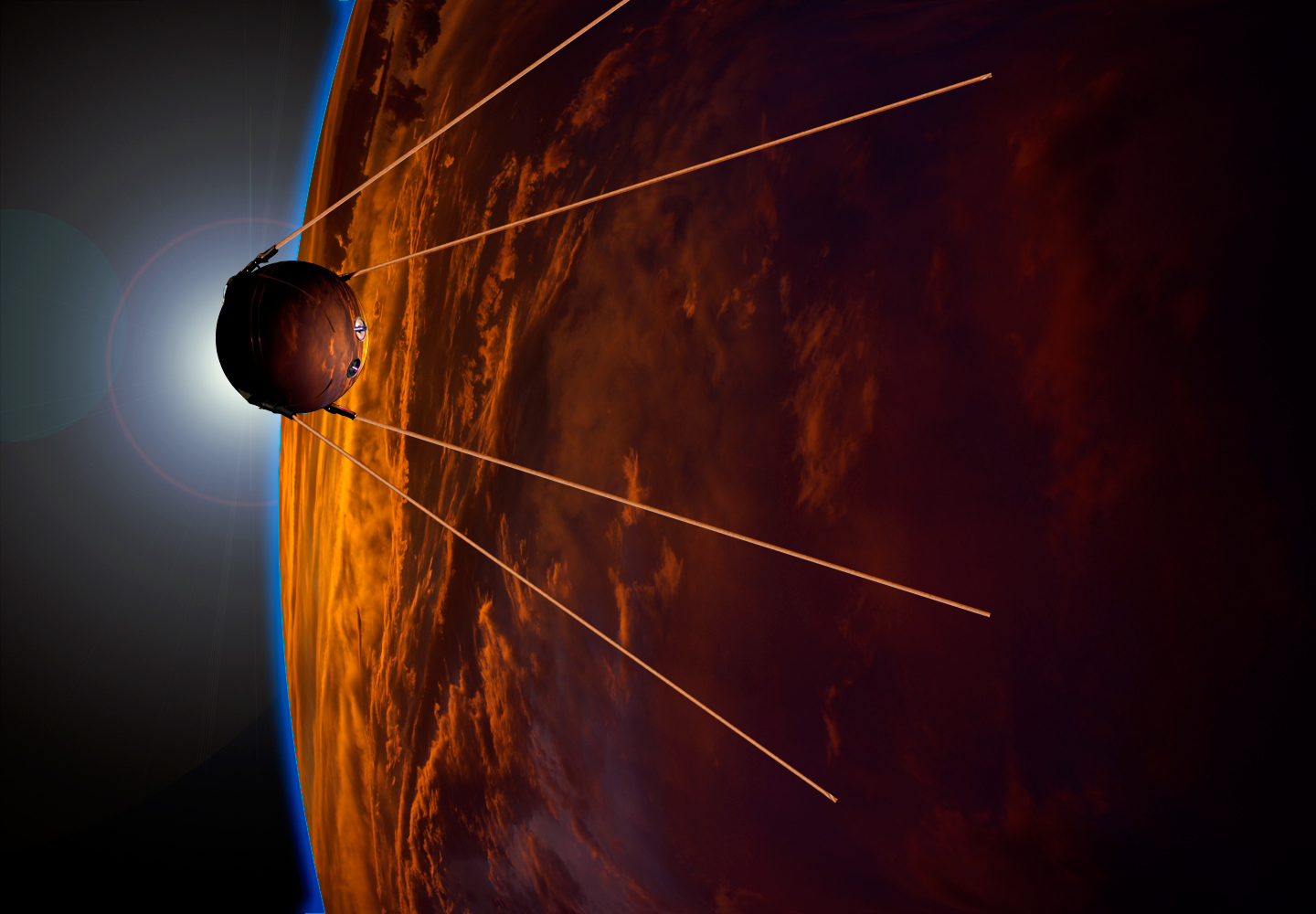
Tranh vẽ Sputnik 1 trên quỹ đạo.

Hệ thống điều khiển của tên lửa Sputnik được điều chỉnh theo quỹ đạo dự định là 223 x 1.450 km (139 x 901 mi), với chu kỳ quỹ đạo là 101,5 phút. Quỹ đạo đã được Georgi Grechko tính toán trước đó, sử dụng máy tính lớn của Học viện Khoa học Liên Xô.
Tên lửa Sputnik được phóng vào ngày 4 tháng 10 năm 1957 lúc 19:28:34 UTC (ngày 5 tháng 10 tại bãi phóng ) từ bãi phóng số 1 tại NIIP-5 Phép đo từ xa chỉ ra rằng dây đeo cách nhau 116 giây trong chuyến bay và động cơ chính tắt 295,4 giây sau khi phóng. Khi ngừng hoạt động, tầng lõi nặng 7,5 tấn (có gắn PS-1) đã đạt độ cao 223 km (139 mi) so với mực nước biển, vận tốc 7.780 m / s (25.500 ft / s) và độ nghiêng vectơ vận tốc đến chân trời địa phương là 0 độ 24 phút. Điều này dẫn đến quỹ đạo ban đầu dài 223 km (139 mi) x 950 km (590 mi), với đỉnh thấp hơn khoảng 500 km (310 mi) so với dự định, và độ nghiêng 65,10 ° và khoảng thời gian 96,20 phút.
Một bộ điều chỉnh nhiên liệu trong bộ tăng áp cũng bị lỗi khoảng 16 giây khi khởi động, dẫn đến mức tiêu thụ RP-1 quá mức cung cấp 4% so với tính toán. Việc cắt giai đoạn lõi được dự định trong T + 296 giây, nhưng việc hết nhiên liệu sớm khiến việc này xảy ra sớm hơn một giây. Có 375 kg (827 lb) LOX còn lại ở mức giới hạn.
Vào lúc 19,9 giây sau khi động cơ ngắt, PS-1 tách khỏi giai đoạn thứ hai và máy phát của vệ tinh được kích hoạt. Các tín hiệu này đã được phát hiện tại trạm IP-1 bởi Kỹ sư-Trung úy V.G. Borisov, tiếp nhận âm thanh "bíp-bíp-bíp" của Sputnik 1 xác nhận việc triển khai thành công vệ tinh. Việc tiếp nhận kéo dài trong 2 phút, cho đến khi PS-1 rơi xuống dưới đường chân trời. Hệ thống đo từ xa Tral trên giai đoạn lõi R-7 tiếp tục truyền và được phát hiện trên quỹ đạo thứ hai của nó.
Các nhà thiết kế, kỹ sư và kỹ thuật viên phát triển tên lửa và vệ tinh đã theo dõi vụ phóng. Sau khi phóng, họ lái xe đến đài phát thanh di động để nghe tín hiệu từ vệ tinh. Họ đã đợi khoảng 90 phút để đảm bảo rằng vệ tinh đã thực hiện một quỹ đạo và truyền tín hiệu trước khi Korolev gọi cho Thủ tướng Liên Xô Nikita Khrushchev.
Trên quỹ đạo đầu tiên, Cơ quan Điện báo của Liên Xô (TASS) truyền đi thông điệp: "Là kết quả của quá trình làm việc tích cực và căng thẳng của các viện khoa học và phòng thiết kế, vệ tinh Trái đất nhân tạo đầu tiên đã được chế tạo". Giai đoạn chính của R-7, với khối lượng 7,5 tấn và chiều dài 26 mét, cũng đã đạt đến quỹ đạo Trái đất. Nó là vật thể đầu tiên sau vệ tinh có thể nhìn thấy vào ban đêm. Các tấm phản chiếu được triển khai đặt trên bộ tăng cường để tăng khả năng theo dõi. Vệ tinh hầu như không thể nhìn thấy ở cường độ thứ sáu và rất khó để theo dõi bằng quang học. Vệ tinh hết pin vào ngày 26 tháng 10 năm 1957, sau khi vệ tinh hoàn thành 326 quỹ đạo.
Giai đoạn lõi của R-7 vẫn ở trên quỹ đạo trong hai tháng đến ngày 2 tháng 12 năm 1957, trong khi Sputnik 1 quay quanh quỹ đạo trong ba tháng, đến ngày 4 tháng 1 năm 1958, đã hoàn thành 1.440 quỹ đạo quanh Trái đất.

## Phản ứng của công chúng
Các bộ phim và chương trình truyền hình của chúng tôi vào những năm 50 đều tràn ngập ý tưởng đi vào vũ trụ. Điều đáng ngạc nhiên là Liên Xô đã phóng vệ tinh đầu tiên. Thật khó để nhớ lại không khí thời đó.— John Logsdon

Người Liên Xô đã cung cấp thông tin chi tiết về Sputnik 1 trước khi phóng, nhưng rất ít người bên ngoài Liên Xô chú ý. Sau khi xem xét thông tin công khai trước khi phóng, nhà báo khoa học Willy Ley đã viết vào năm 1958:
Nếu ai đó nói với tôi rằng anh ta có tên lửa để phóng - dù sao thì chúng tôi cũng biết từ các nguồn khác - và cho tôi biết anh ta sẽ phóng cái gì, anh ta sẽ phóng nó như thế nào và nói chung là hầu như tất cả mọi thứ ngoại trừ ngày chính xác - à, tôi nên cảm thấy như thế nào nếu tôi ngạc nhiên khi họ phóng?

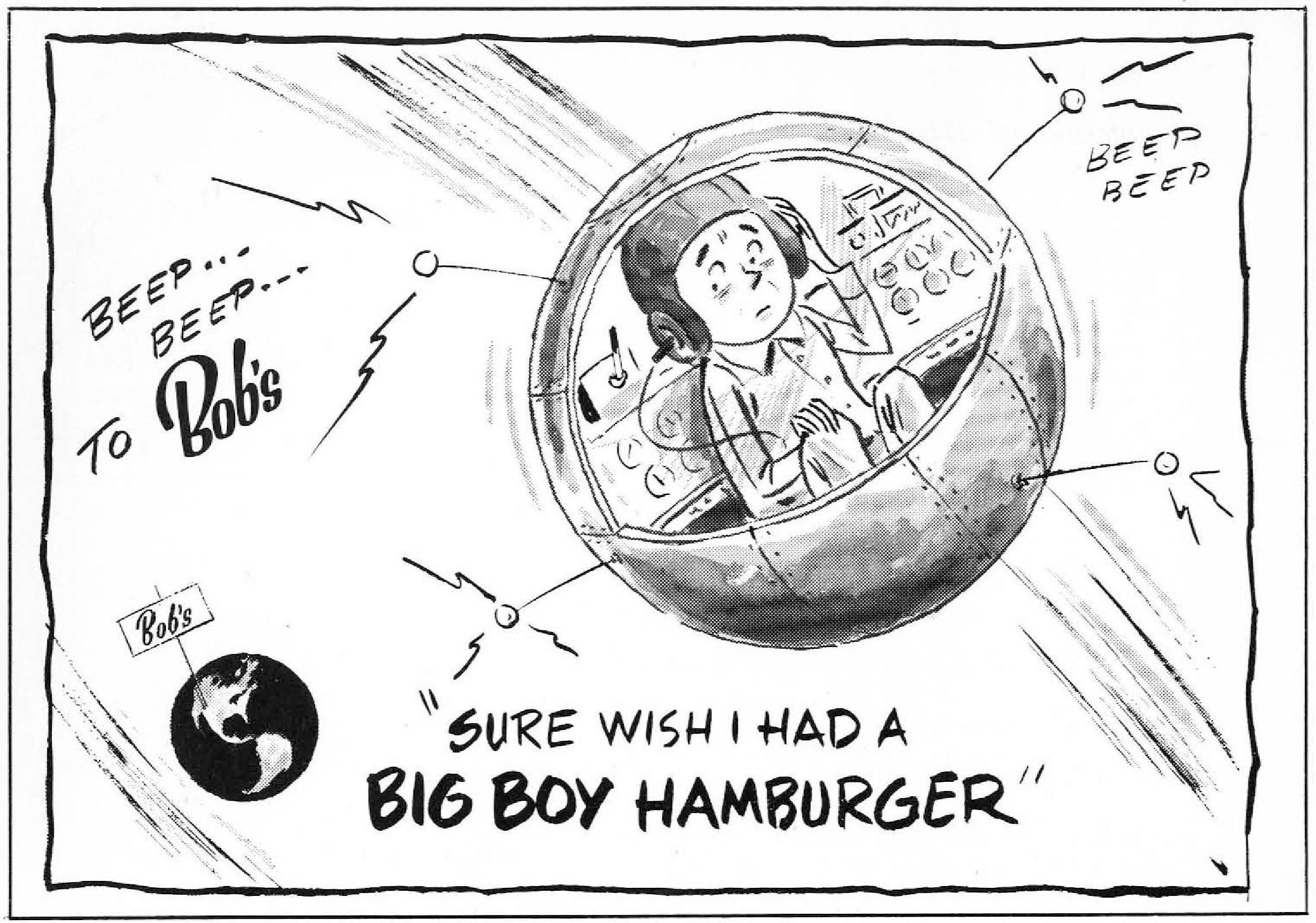
Hình ảnh "BEEP ... BEEP ... To Bob" trên tàu vũ trụ trông giống Sputnik trong cuốn kỷ yếu năm 1958 của Viện Công nghệ California.

Được tổ chức công dân khoa học trong Chiến dịch Moonwatch thông qua, các đội quan sát tại 150 trạm ở Hoa Kỳ và các quốc gia khác đã được cảnh báo trong đêm để theo dõi vệ tinh vào lúc bình minh và lúc chạng vạng tối khi nó bay qua. Liên Xô đã yêu cầu các nhà khai thác đài nghiệp dư và chuyên nghiệp ghi lại tín hiệu được truyền từ vệ tinh.
Các bản tin thời điểm đó nói rằng "bất kỳ ai sở hữu máy thu sóng ngắn đều có thể nghe thấy vệ tinh trái đất mới của Nga khi nó di chuyển trên khu vực này của địa cầu." Tín hiệu của Sputnik 1 được thực hiện bởi các kỹ sư RCA gần Riverhead, Long Island. Sau đó, họ đem đoạn băng ghi âm đến Manhattan để phát cho công chúng qua đài NBC. Tuy nhiên, khi Sputnik bay lên cao hơn Bờ Đông, tín hiệu của nó đã được W2AEE, đài phát thanh ham của Đại học Columbia thu được. Các sinh viên làm việc trong đài FM của trường đại học WKCR đã làm một đoạn băng về điều này, và là những người đầu tiên phát lại tín hiệu Sputnik cho công chúng Mỹ (hoặc bất cứ ai có thể nhận được đài FM)."
Liên Xô đồng ý truyền trên các tần số phù hợp với cơ sở hạ tầng hiện có của Hoa Kỳ, nhưng sau đó đã công bố các tần số thấp hơn. Khẳng định rằng vụ phóng "không gây bất ngờ", Nhà Trắng từ chối bình luận về bất kỳ khía cạnh quân sự nào. Vào ngày 5 tháng 10, Phòng thí nghiệm Nghiên cứu Hải quân đã ghi được các đoạn ghi âm của Sputnik 1 trong bốn lần bay qua Hoa Kỳ. Trung tâm Nghiên cứu Cambridge của Hoa Kỳ đã hợp tác với Bendix-Friez, Westinghouse Broadcasting và Đài quan sát Vật lý Thiên văn Smithsonian để thu được video về thân tên lửa Sputnik băng qua bầu trời Baltimore trước bình minh, được phát sóng vào ngày 12 tháng 10 bởi WBZ-TV ở Boston.
Sự thành công của Sputnik 1 dường như đã thay đổi suy nghĩ trên toàn thế giới về sự chuyển giao quyền lực dành cho Liên Xô.
Việc Liên Xô phóng Sputnik 1 đã thúc đẩy Hoa Kỳ thành lập Cơ quan Dự án Nghiên cứu Tiên tiến (ARPA, sau này là DARPA) vào tháng 2 năm 1958 để giành lại vị trí dẫn đầu về công nghệ.
Ở Anh, giới truyền thông và người dân ban đầu lo sợ về tương lai, nhưng cũng ngạc nhiên về sự tiến bộ của con người. Nhiều tờ báo và tạp chí đã báo trước sự xuất hiện của Thời đại Không gian. Tuy nhiên, khi Liên Xô phóng Sputnik 2, với hình ảnh chú chó Laika, các phương tiện truyền thông tường thuật lại ý kiến của những người chống chủ nghĩa cộng sản và nhiều người đã gửi phản đối đến đại sứ quán Nga và RSPCA.

### Tuyên truyền

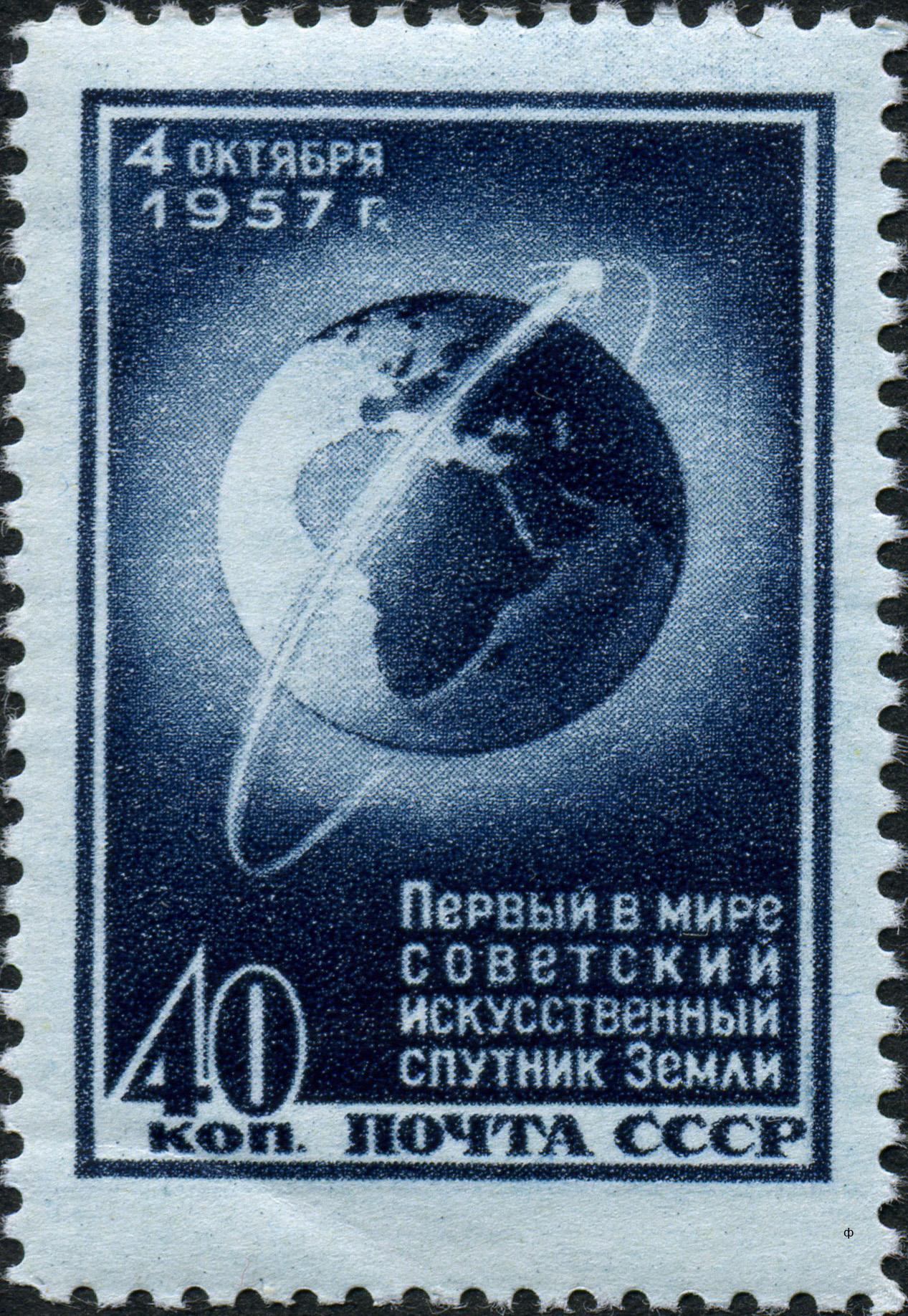
Con tem này của Liên Xô cho thấy quỹ đạo của vệ tinh

Sputnik 1 không được sử dụng ngay cho mục đích tuyên truyền của Liên Xô. Liên Xô đã giữ im lặng về những thành tựu trước đó của họ trong lĩnh vực chế tạo tên lửa, vì sợ rằng điều đó sẽ dẫn đến việc bí mật bị tiết lộ và những thất bại sẽ bị phương Tây khai thác. Khi Liên Xô bắt đầu sử dụng Sputnik trong tuyên truyền của họ, họ nhấn mạnh niềm tự hào về thành tựu công nghệ của Liên Xô, cho rằng nó thể hiện sự vượt trội của Liên Xô so với phương Tây. Mọi người được khuyến khích lắng nghe tín hiệu của Sputnik trên đài phát thanh và quan sát Sputnik trên bầu trời đêm. Mặc dù bản thân Sputnik đã được đánh bóng cao, nhưng kích thước nhỏ của nó khiến nó khó có thể nhìn thấy bằng mắt thường. Điều mà hầu hết những người theo dõi thực sự thấy là phần lõi 26 mét của R-7 có thể nhìn thấy rõ hơn nhiều. Ngay sau khi phóng PS-1, Khrushchev ép Korolev phóng một vệ tinh khác trùng với dịp kỷ niệm 40 năm Cách mạng Tháng Mười, vào ngày 7 tháng 11 năm 1957.
Sự ra mắt của Sputnik 1 đã gây ngạc nhiên cho công chúng Mỹ, và phá vỡ nhận thức được tạo ra bởi sự tuyên truyền của Mỹ về việc Hoa Kỳ là siêu cường công nghệ và Liên Xô là một quốc gia lạc hậu. Tuy nhiên, riêng CIA và Tổng thống Eisenhower đã biết về những tiến bộ mà Liên Xô đạt được trên Sputnik từ hình ảnh máy bay do thám bí mật. Cùng với Phòng thí nghiệm Sức đẩy Phản lực (JPL), Cơ quan Tên lửa Đạn đạo Lục quân đã chế tạo Explorer 1 và phóng nó vào ngày 31 tháng 1 năm 1958. Tuy nhiên, trước khi công việc hoàn thành, Liên Xô đã phóng vệ tinh thứ hai, Sputnik 2, vào ngày 3 tháng 11 năm 1957. Trong khi đó, sự thất bại trên truyền hình của Vanguard TV3 vào ngày 6 tháng 12 năm 1957 càng làm cho người Mỹ mất tinh thần về vị trí của đất nước trong Cuộc đua Không gian. Người Mỹ có lập trường tích cực hơn trong cuộc chạy đua không gian, dẫn đến việc chú trọng nghiên cứu khoa học công nghệ và cải cách trong nhiều lĩnh vực từ quân đội đến hệ thống giáo dục. Chính phủ liên bang bắt đầu đầu tư vào khoa học, kỹ thuật và toán học ở tất cả các cấp học. Một nhóm nghiên cứu tiên tiến đã được tập hợp cho các mục đích quân sự. Các nhóm nghiên cứu này đã phát triển vũ khí như ICBM và hệ thống phòng thủ tên lửa, cũng như vệ tinh do thám cho Hoa Kỳ.

## Tầm ảnh hưởng
Vào thứ Sáu, ngày 4 tháng 10 năm 1957, vệ tinh nhân tạo đầu tiên của Liên Xô đã quay quanh thế giới. Bất cứ ai nghi ngờ sự tồn tại của nó có thể đi bộ ra sân sau ngay sau khi mặt trời lặn và nhìn thấy nó.— Mike Gray, Angle of Attack

Ban đầu, Tổng thống Hoa Kỳ Eisenhower không ngạc nhiên trước Sputnik 1. Ông đã được báo trước về khả năng của R-7 nhờ thông tin thu được từ các bức ảnh chụp thiếu sáng của máy bay do thám U-2, cũng như các tín hiệu và thiết bị đánh chặn từ xa. Chính quyền Eisenhower gần như không có phản ứng gì. Eisenhower thậm chí còn hài lòng rằng Liên Xô, chứ không phải Hoa Kỳ, sẽ là người đầu tiên kiểm tra các vùng biển về tình trạng pháp lý vẫn đang tranh chấp bằng các vệ tinh quỹ đạo. Eisenhower đã phải hứng chịu sự phản đối của Liên Xô và vụ bắn hạ bóng bay của Dự án Genetrix (Moby Dick) khiến họ lo ngại về khả năng một chiếc U-2 bị bắn hạ. Để tạo tiền lệ cho "tự do không gian" trước khi phóng vệ tinh do thám bí mật WS-117L của Mỹ, Hoa Kỳ đã phóng Dự án Vanguard, vệ tinh "dân sự" cho Năm Địa vật lý Quốc tế. Eisenhower đã đánh giá rất thấp phản ứng của công chúng Mỹ, những người bị sốc trước vụ phóng Sputnik và thất bại trên truyền hình trong lần phóng thử nghiệm Vanguard 3. Cảm giác lo lắng đã tăng lên bởi các chính trị gia đảng Dân chủ, những người đã miêu tả Hoa Kỳ là kẻ đứng sau khốn khổ. Một trong nhiều cuốn sách bất ngờ xuất hiện cho khán giả bình dân đã ghi nhận bảy điểm "tác động" đến quốc gia: sự lãnh đạo của phương Tây, chiến lược và chiến thuật của phương Tây, sản xuất tên lửa, nghiên cứu ứng dụng, nghiên cứu cơ bản, giáo dục và văn hóa dân chủ. Khi công chúng và chính phủ quan tâm đến không gian và khoa học và công nghệ liên quan, hiện tượng này đôi khi được mệnh danh là "Khủng hoảng Sputnik".

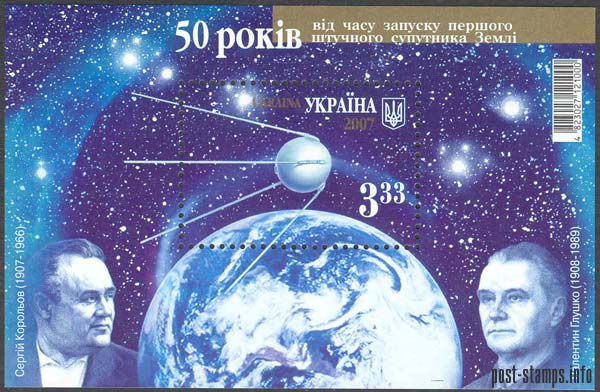
Sputnik 1, Sergei Korolev và Valentin Glushko trên một con tem được Ukrainian phát hành vào năm 2007.

Hoa Kỳ đã sớm có một số vệ tinh thành công, Explorer 1, Project SCORE và Courier 1B. Tuy nhiên, phản ứng của công chúng đối với cuộc khủng hoảng Sputnik đã thúc đẩy Mỹ hành động trong Cuộc chạy đua Không gian, dẫn đến việc thành lập cả Cơ quan Dự án Nghiên cứu Tiên tiến (được đổi tên thành Cơ quan Dự án Nghiên cứu Tiên tiến Quốc phòng, hay DARPA, vào năm 1972), và NASA ( thông qua Đạo luật Hàng không và Vũ trụ Quốc gia), cũng như tăng chi tiêu của chính phủ Hoa Kỳ cho nghiên cứu khoa học và giáo dục thông qua Đạo luật Giáo dục Quốc phòng.
Sputnik cũng góp phần trực tiếp vào sự chú trọng mới về khoa học và công nghệ trong các trường học ở Mỹ. Với ý thức cấp bách, Quốc hội đã ban hành Đạo luật Giáo dục Quốc phòng năm 1958, trong đó cung cấp các khoản vay lãi suất thấp để học đại học cho sinh viên chuyên ngành toán và khoa học. Sau khi Sputnik ra mắt, một cuộc thăm dò do Đại học Michigan tiến hành và công bố cho thấy 26% người Mỹ được khảo sát cho rằng khoa học và kỹ thuật của Nga vượt trội hơn của Mỹ. (Tuy nhiên, một năm sau, con số đó đã giảm xuống còn 10% khi Hoa Kỳ bắt đầu phóng các vệ tinh của riêng mình vào không gian).
Một hệ quả của cú sốc Sputnik là nhận thức về "khoảng trống tên lửa". Điều này đã trở thành một vấn đề nổi trội trong chiến dịch tranh cử Tổng thống năm 1960.
Một điều trớ trêu trong sự kiện Sputnik là phản ứng ban đầu của Liên Xô rất thấp. Tờ báo Pravda của Đảng Cộng sản chỉ in một vài đoạn về Sputnik 1 ngày 4 tháng 10.
Sputnik cũng truyền cảm hứng cho một thế hệ kỹ sư và nhà khoa học. Harrison Storms, nhà thiết kế Bắc Mỹ, người phát triển máy bay tên lửa X-15, và là người đứng đầu nỗ lực thiết kế mô-đun chỉ huy và dịch vụ Apollo cũng như giai đoạn hai của phương tiện phóng Saturn V, đã xúc động và suy nghĩ không gian sẽ là bước tiếp theo của Hoa Kỳ. Các phi hành gia Alan Shepard (người Mỹ đầu tiên vào không gian) và Deke Slayton sau đó đã viết về cảnh tượng Sputnik 1 bay qua đã truyền cảm hứng cho họ với sự nghiệp của mình như thế nào.
Sự ra mắt của Sputnik 1 đã dẫn đến sự hồi sinh của hậu tố -nik trong ngôn ngữ tiếng Anh. Nhà văn người Mỹ Herb Caen đã được truyền cảm hứng để đặt ra thuật ngữ "beatnik" trong một bài báo về Thế hệ Beat trên tờ San Francisco Chronicle vào ngày 2 tháng 4 năm 1958.

Quốc kỳ Kaluga với hình ảnh của Sputnik 1.

Lá cờ của thành phố Kaluga của Nga, nơi sinh của Konstantin Tsiolkovsky, có hình vệ tinh Sputnik nhỏ ở bang.

### Bản sao

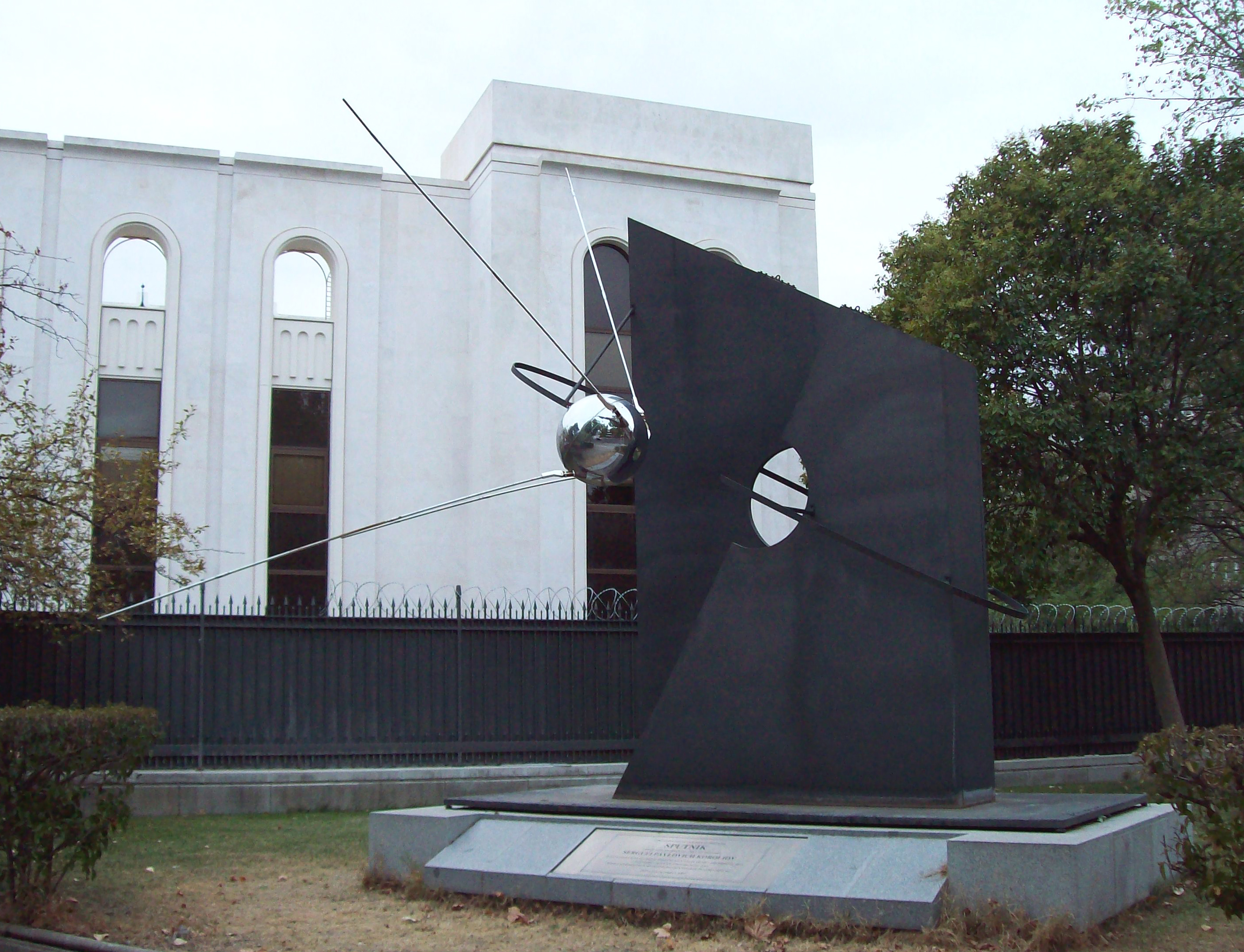
Bản sao Sputnik ở Tây Ban Nha.

Có ít nhất hai bản sao cổ điển của Sputnik 1, được chế tạo dự phòng. Một chiếc nằm ngay bên ngoài Moscow trong bảo tàng công ty Energia, hậu duệ của phòng thiết kế Korolev, nơi nó chỉ được trưng bày theo lịch hẹn. Một chiếc khác nằm trong Bảo tàng hàng không ở Seattle, Washington. Không giống như thiết bị của Energia, nó không có thành phần bên trong, nhưng nó có vỏ và phụ kiện đúc bên trong (cũng như bằng chứng về sự hao mòn của pin), điều này cho thấy nó được chế tạo không chỉ là một mô hình. Được xác thực bởi Bảo tàng Tưởng niệm Vũ trụ ở Mátxcơva, thiết bị này đã được bán đấu giá vào năm 2001 và được mua bởi một người tư nhân giấu tên, người đã tặng nó cho bảo tàng. Hai bản sao lưu khác của Sputnik được cho là nằm trong bộ sưu tập cá nhân của các doanh nhân người Mỹ Richard Garriott và Jay S. Walker.
Năm 1959, Liên Xô tặng một bản sao của Sputnik cho Liên hợp quốc. Có các bản sao Sputnik với kích thước đầy đủ khác (với các mức độ chính xác khác nhau) được trưng bày ở các địa điểm trên khắp thế giới, bao gồm Bảo tàng Hàng không và Vũ trụ Quốc gia ở Hoa Kỳ, Bảo tàng Khoa học ở Vương quốc Anh, và bên ngoài đại sứ quán Nga tại Tây Ban Nha.
Ba bản sao với kích thước bằng một phần ba do sinh viên chế tạo của Sputnik 1 đã được triển khai từ trạm vũ trụ Mir từ năm 1997 đến năm 1999. Bản sao đầu tiên, được đặt tên là Sputnik 40 để kỷ niệm bốn mươi năm ngày phóng Sputnik 1, được triển khai vào tháng 11 năm 1997. Sputnik 41 được đưa ra một năm sau đó, và Sputnik 99 được triển khai vào tháng 2 năm 1999. Một bản sao thứ tư đã được đưa ra, nhưng không bao giờ được triển khai, và bị phá hủy khi Mir quay trở lại Trái đất.
Sputnik 1 EMC / EMI là một mô hình thí nghiệm đầy đủ của vệ tinh. Các mô hình, được sản xuất bởi OKB-1 và NII-885 (do Mikhail Ryazansky đứng đầu), được giới thiệu vào ngày 15 tháng 2 năm 1957. Chúng được chế tạo để kiểm tra khả năng tương thích điện từ mặt đất (EMC) và nhiễu điện từ (EMI).

### Định vị vệ tinh
Việc phóng Sputnik cũng đã gieo mầm cho sự phát triển của công nghệ định vị vệ tinh hiện đại. Hai nhà vật lý người Mỹ, William Guier và George Weiffenbach, tại Phòng thí nghiệm Vật lý Ứng dụng (APL) của Đại học Johns Hopkins đã quyết định theo dõi quá trình truyền sóng vô tuyến của Sputnik và trong vòng vài giờ, họ nhận ra rằng, nhờ hiệu ứng Doppler, họ có thể xác định vị trí của vệ tinh dọc theo quỹ đạo. Giám đốc APL đã cấp cho họ quyền truy cập vào UNIVAC để thực hiện các tính toán nặng cần thiết.
Đầu năm sau, Frank McClure, phó giám đốc APL, yêu cầu Guier và Weiffenbach điều tra vấn đề: xác định chính xác vị trí của người dùng, dựa trên vệ tinh. Vào thời điểm đó, Hải quân đang phát triển tên lửa Polaris phóng từ tàu ngầm, tên lửa này yêu cầu họ phải biết vị trí của tàu ngầm. Điều này khiến họ và APL phát triển hệ thống TRANSIT, tiền thân của các Hệ thống Định vị Toàn cầu (GPS) hiện đại.